# Siseme alectryo
Siseme alectryo är en fjärilsart som beskrevs av John Obadiah Westwood 1851. Siseme alectryo ingår i släktet Siseme och familjen Riodinidae. Inga underarter finns listade i Catalogue of Life.